# Station Poznań Wschód
Station Poznań Wschód is een spoorwegstation in de Poolse plaats Poznań.